# ایندین بنک
ایندین بنک (انگلیسی: Indian Bank) شرکت خدمات مالی و بانکداری هندی است، که در سال ۱۹۰۷ تأسیس شد.